# Prudential (Guaranty) Building
El Guaranty Building, anteriormente llamado Prudential Building, es uno de los primeros rascacielos de Búfalo, Nueva York (Estados Unidos). Diseñado por Louis Sullivan y Dankmar Adler, se completó en 1896. Fue agregado al Registro Nacional de Lugares Históricos en 1973. El edificio ha sido declarado Hito Histórico Nacional.

## Arquitectura
El exterior refleja la estructura de acero. Pilares y columnas estrechas, que definen líneas verticales fuertes y permiten una mayor área de ventana y luz interior. El exteriores es de terracota marrón rojizo, con adornos entrelazados inspirados en formas naturales.